# Mecopoda platyphoea
Mecopoda platyphoea är en insektsart som beskrevs av Walker, F. 1870. Mecopoda platyphoea ingår i släktet Mecopoda och familjen vårtbitare. Inga underarter finns listade i Catalogue of Life.